# Тигърчето
„Тигърчето“ е български игрален филм (детски, семеен) от 1973 година на режисьора Мариана Евстатиева-Биолчева, по сценарий на Васил Акьов. Оператор е Петко Петков. Музиката във филма е композирана от Васил Казанджиев.

## Сюжет
Родителите на петгодишния Димо са по цял ден на работа. Баба му, която се е грижила за него, умира и той тръгва на детска градина. Момчето не е свикнало да общува с други деца и трудно се приспособява към новите условия. Един ден Димо напуска незабелязано детската градина и започва да обикаля улиците на София. Пред него се открива пъстър, многолюден и интересен свят. Учителката от градината и родителите му са силно разтревожени, но най-накрая го откриват. На сутринта Димо сам тръгва към детската градина, където вижда как довеждат ново дете...

## Награди
- „Втора награда“ за сценарий на Седмицата на детската книга и изкуствата за деца, (Ботевград, 1974).

## Състав

### Актьорски състав
| Изпълнител                           | Роля                    |
| ------------------------------------ | ----------------------- |
| Владко Василев                       | Димо (Тигърчето)        |
| Заслужилата артистка Невена Коканова | Джина, майката на Димо  |
| Васил Михайлов                       | Кольо, бащата на Димо   |
| Емилия Радева                        | Учителката              |
| Лидия Вълкова                        | Директорката            |
| Вълчо Камарашев                      | Старши лейтенант Петков |
| Любка Енева                          | Деси                    |
| Михаил Милчев (като Мишо Милчев)     | Пепи                    |
| Андрей Аспарухов                     |                         |
| Александър Лилов                     |                         |
| Павел Васев                          |                         |
| Леонтина Ардити                      |                         |
| Грациела Бъчварова                   |                         |
| Райна Петрунова                      |                         |
| Красимира Апостолова                 |                         |
| Богдана Вульпе (като Богдана Вулпе)  |                         |

### Технически екип
| Режисьор           | Мариана Евстатиева-Биолчева                                                                     |
| Сценарий           | Васил Акьов                                                                                     |
| Оператор           | Петко Петков                                                                                    |
| Редактор           | Веселин Панайотов                                                                               |
| Музика             | Заслужил артист: Васил Казанджиев                                                               |
| Звукооператор      | Методи Щерев                                                                                    |
| Художник           | Виолета Йовчева                                                                                 |
| Монтаж             | Ани Радичева София Гугушева                                                                     |
| Втори режисьор     | Ани Петрова                                                                                     |
| Асистент-режисьори | Надя Паскалева Цветан Драшански                                                                 |
| Втори оператор     | Константин Чернев                                                                               |
| Асистент-оператори | Пламен Сомов Димитър Делов                                                                      |
| Комбинирани снимки | Иван Манев                                                                                      |
| Грим               | Агнес Казасова Магдалена Караманова                                                             |
| Фотограф           | Тодор Костов                                                                                    |
| Директор           | Весела Димитрова                                                                                |
| Distributed by     | Българска кинематография Студия за игрални филми Творчески колектив „СРЕДЕЦ“ /Copyright © 1972/ |